# Джейсон Вільямс (баскетболіст)
Джейсон Вільямс (англ. Jayson Williams; нар. 22 лютого 1968, Ріттер, Південна Кароліна, США) — американський професіональний баскетболіст, що грав на позиціях важкого форварда і центрового за декілька команд НБА.

## Ігрова кар'єра
На університетському рівні грав за команду Сент-Джонс (1987—1990).
1990 року був обраний у першому раунді драфту НБА під загальним 21-м номером командою «Фінікс Санз». Проте професіональну кар'єру розпочав виступами за «Філадельфія Севенті-Сіксерс», куди відразу після драфту був обміняний. Захищав кольори команди з Філадельфії протягом наступних 2 сезонів.
З 1992 по 1999 рік також грав у складі «Нью-Джерсі Нетс». 1998 року взяв участь у матчі всіх зірок НБА. 1999 року під час матчу проти «Атланти» зламав ногу після зіткнення зі Стефоном Марбері. Йому провели операцію та встановили плиту та п'ять болтів у ногу. Відсидівши у лазареті один сезон, завершив кар'єру 28 червня 2000 року.
2005 року на короткий період часу повернувся до великого спорту, відігравши кілька матчів за «Айдахо Стемпід» з Ліги розвитку НБА.

## Проблеми з законом
1992 року був звинувачений у тому, що у барі розбив кухоль пива людині на голові. Через два роки був також звинувачений у стрільбі з напівавтоматичної вогнепальної зброї на парковці спортивного комплексу. В обох випадках не був притягнутий до відповідальності.
14 лютого 2002 року на території маєтку Вільямса у Нью-Джерсі був застрелений водій лімузина Костас Крістофі. Крістофі був найнятий Вільямсом, щоб відвезти благодійну команду НБА з Бетлегема, Пенсільванія, до маєтку. Газета «New York Post» писала, що Вільямс грався зі своєю зброєю, поки показував свої володіння та з необережності вистрілив у водія. Відбулась низка судів, внаслідок яких, 2010 року Вільямса було засуджено до п'яти років позбавлення волі з можливим переглядом терміну після 18-ти місяців. Тоді ж, керуючи авто у стані сп'яніння потрапив у ДТП, зіткнувшись з деревом. Через цей інцидент йому дали ще один рік в'язниці, а за пошкодження дерева отримав штраф 16,433 доларів. 13 квітня 2012 року його було випущено на волю.
Перед цим 2009 року поліція застосувала проти нього шокер, коли побачила у нього суїцидальні мотиви. Того ж 2009 року був арештований за побиття чоловіка у барі у Ралі, Північна Кароліна. Згодом обвинувачення були зняті.

## Статистика виступів в НБА

### Регулярний сезон
| Сезон              | Команда                       | GP  | GS  | MPG  | FG%  | 3P%  | FT%  | RPG  | APG | SPG | BPG | PPG  |
| ------------------ | ----------------------------- | --- | --- | ---- | ---- | ---- | ---- | ---- | --- | --- | --- | ---- |
| 1990–1991          | «Філадельфія Севенті-Сіксерс» | 52  | 1   | 9.8  | .447 | .500 | .661 | 2.1  | 0.3 | 0.2 | 0.1 | 3.5  |
| 1991–1992          | «Філадельфія Севенті-Сіксерс» | 50  | 8   | 12.9 | .364 | .000 | .636 | 2.9  | 0.2 | 0.4 | 0.4 | 4.1  |
| 1992–1993          | «Нью-Джерсі Нетс»             | 12  | 2   | 11.6 | .457 | .000 | .389 | 3.4  | 0.0 | 0.3 | 0.3 | 4.1  |
| 1993–1994          | «Нью-Джерсі Нетс»             | 70  | 0   | 12.5 | .427 | .000 | .605 | 3.8  | 0.4 | 0.2 | 0.5 | 4.6  |
| 1994–1995          | «Нью-Джерсі Нетс»             | 75  | 6   | 13.1 | .461 | .000 | .533 | 5.7  | 0.5 | 0.3 | 0.4 | 4.8  |
| 1995–1996          | «Нью-Джерсі Нетс»             | 80  | 6   | 23.2 | .423 | .286 | .592 | 10.0 | 0.6 | 0.4 | 0.7 | 9.0  |
| 1996–1997          | «Нью-Джерсі Нетс»             | 41  | 40  | 34.9 | .409 | .000 | .590 | 13.5 | 1.2 | 0.6 | 0.9 | 13.4 |
| 1997–1998          | «Нью-Джерсі Нетс»             | 65  | 65  | 36.0 | .498 | .000 | .666 | 13.6 | 1.0 | 0.7 | 0.8 | 12.9 |
| 1998–1999          | «Нью-Джерсі Нетс»             | 30  | 30  | 34.0 | .445 | .000 | .565 | 12.0 | 1.1 | 0.8 | 2.0 | 8.1  |
| Усього за кар'єру  | Усього за кар'єру             | 475 | 158 | 20.6 | .440 | .125 | .606 | 7.5  | 0.6 | 0.4 | 0.6 | 7.3  |
| В іграх усіх зірок | В іграх усіх зірок            | 1   | 0   | 19.0 | .667 | .000 | .000 | 10.0 | 1.0 | 0.0 | 0.0 | 4.0  |

### Плей-оф
| Сезон             | Команда                       | GP | GS | MPG  | FG%  | 3P%  | FT%  | RPG  | APG | SPG | BPG | PPG |
| ----------------- | ----------------------------- | -- | -- | ---- | ---- | ---- | ---- | ---- | --- | --- | --- | --- |
| 1991              | «Філадельфія Севенті-Сіксерс» | 4  | 0  | 2.5  | .800 | .000 | .000 | 1.0  | 0.0 | 0.0 | 0.0 | 2.0 |
| 1994              | «Нью-Джерсі Нетс»             | 2  | 0  | 8.5  | .000 | .000 | .500 | 1.5  | 0.0 | 0.0 | 0.0 | 0.5 |
| 1998              | «Нью-Джерсі Нетс»             | 3  | 2  | 38.7 | .429 | .000 | .500 | 14.0 | 1.7 | 0.7 | 1.0 | 7.0 |
| Усього за кар'єру | Усього за кар'єру             | 9  | 2  | 15.9 | .448 | .000 | .500 | 5.4  | 0.6 | 0.2 | 0.3 | 3.3 |